# Гребной канал Си Форест
Гребной канал Си Форест (яп.  海の森水上競技場 Umi no mori suijō kyōgi-jō, англ. Sea Forest Waterway) — это гребной канал, построенный к началу Олимпиады и Паралимпиады 2020 года для проведения соревнований по академической гребле и гребле на байдарках и каноэ. Расположен на юге японской столицы Токио, в районе Кото.

## История

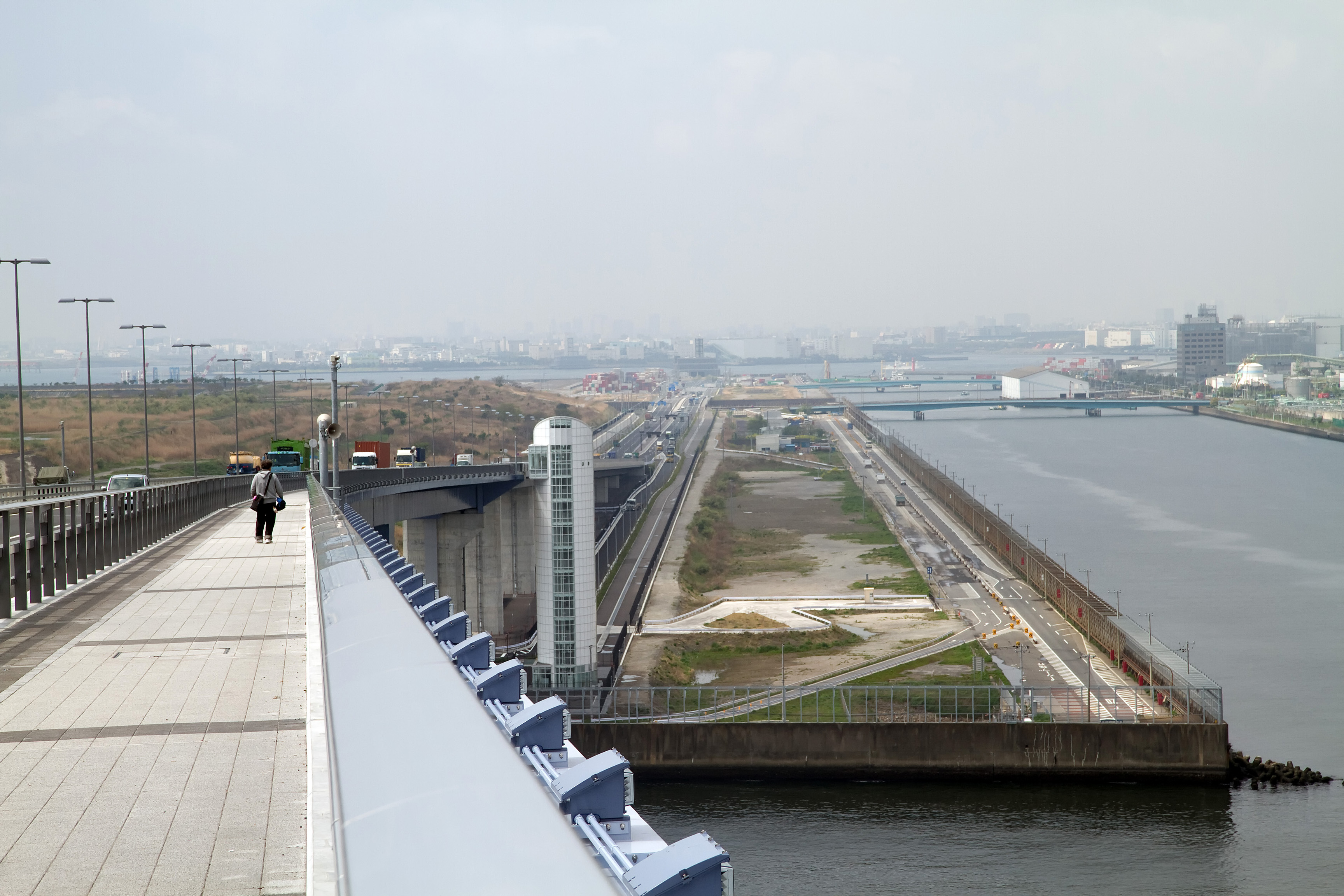
Вид с моста ворота Токио на канал центрального мола, по которому была проложена трасса регаты.

В Токийском заливе у побережья Одайбы был создан центральный волнорез в качестве мола в порту Токио (яп. 中央 防波堤 chūō bōhatei), состоящий из двух искусственных островов внешнего (яп. 外側 埋 立地 sotogawa umetatechi) и внутреннего (яп. 内側 埋 立地 uchigawa umetatechi), которые были образованы мелиорацией земли, на которые в основном вывозили мусор. В 2011 году общая площадь островов составляла 377 гектаров, и ожидается, что в конечном итоге они достигнут площади в 989 гектаров. Между специальными районами Токио, Кото и Ота разразился «территориальный конфликт» за юрисдикцию над островами центрального волнореза. В 2019 г. окружной суд Токио постановил, что 79,3 % полигонов центрального волнореза будет управляться Кото, а 20,7 % будет управляться Ота в течение нескольких десятилетий. Таким образом, 40-летний спор был закрыт.
С 17 декабря по 31 января 2020 года общественность внесла 532 предложения о включении названия города на западной стороне в состав Ота. 1 июня 2020 года официальное имя стало «Рейваджима» (яп. 令 和 島). Восточная сторона района Кото носит название «Морской лес» (海 の 森). Название давшее имя гребному каналу. С 2016 до 2019 была оборудована трасса регаты.
Канал защищен поглотителями волн, двумя плотинами и водными воротами для поддержания стабильного уровня воды. Постоянная трибуна рассчитана на две тысячи зрителей, но во время Олимпиады за счет временных мест за гонками смогут наблюдать до 16 тысяч человек. Длина канала 2335 м. Общая ширина — 198 м. Глубина — около шести метров. Дистанция оборудована восемью водными дорожками шириной 12,5 м. Гребцы выходят на воду и покидают канал, используя четыре понтона. По северному берегу дистанции проложена асфальтовая дорога. После проведения Олимпиады гребной канал сохранит свои функции и станет одним из центров гребного спорта мирового уровня в Азии.

## Спортивные соревнования
- Чемпионат мира среди юниоров 2019
- Летние Олимпийские игры 2020:
  - Гребля на байдарках и каноэ
  - Академическая гребля
- Летние Паралимпийские игры 2020